# Filippo Benizi
Filippo Benizi (Firenze, 15 agosto 1233 – Todi, 23 agosto 1285) è stato un presbitero italiano dell'Ordine dei Servi di Maria, di cui venne eletto superiore generale nel 1267; papa Clemente X lo ha proclamato santo nel 1671.

## Biografia
Di nobile famiglia fiorentina, nacque nel quartiere d'Oltrarno, figlio di Giacomo e di Albaverde Frescobaldi. Studiò filosofia e medicina presso le Università di Parigi e di Padova, dove si laureò nel 1253. Entrò nel 1254 come fratello laico nell'Ordine dei Servi di Maria presso il convento di Monte Senario e prese poi i voti. Venne ordinato sacerdote a Siena nel 1258 e assunse diversi incarichi di responsabilità nell'Ordine e la direzione di vari conventi. Il 5 giugno 1267 venne eletto Priore generale dell'ordine Servita, di cui riformò gli statuti rendendolo definitivamente un ordine mendicante: collaborò con santa Giuliana Falconieri alla fondazione del terz'ordine femminile delle oblate servite (Mantellate), da cui ebbe poi origine il ramo femminile dell'ordine. Per sua opera, l'ordine ebbe rapida diffusione, soprattutto in Italia e Francia.
Nel 1269, durante il lungo conclave tenuto a Viterbo per eleggere il successore di papa Clemente IV, il suo nome circolò tra quelli dei papabili: giudicandosi indegno di tale onore, Filippo Benizi si sottrasse all'elezione rifugiandosi in una grotta che porta il suo nome a Bagni San Filippo sul Monte Amiata.
Nel 1274 intervenne al II Concilio di Lione che, in esecuzione di uno dei decreti del Concilio Lateranense IV che proibiva la fondazione di nuovi ordini, soppresse tutti gli ordini mendicanti non ancora approvati dalla Santa Sede: grazie alla sua insistenza, l'Ordine venne ristabilito da papa Giovanni XXI.
Fu incaricato da papa Martino IV di predicare la pace tra le fazioni guelfa e ghibellina, in varie città che quelle insanguinavano coi loro scontri; fu durante una delle sue missioni che ebbe modo, a Forlì, di convertire Pellegrino Laziosi, tra i capi di una delle fazioni in lotta, che, in seguito all'incontro, decise di entrare tra i Serviti, divenendone poi il santo più venerato.
Secondo la sua Legenda Vulgata morì il 23 agosto 1285 nel convento dei Servi di Maria di San Marco in Todi. Le sue spoglie, riesumate verso il 10 giugno 1317, vennero poi trasferite nella chiesa di San Filippo di Todi, dove si trovano le sue reliquie.
Secondo la Catholic Encyclopedia, nel 1319 a Vicenza nel chiostro di Santa Maria dei Servi avvennero dei miracoli legati al santo.

## Culto

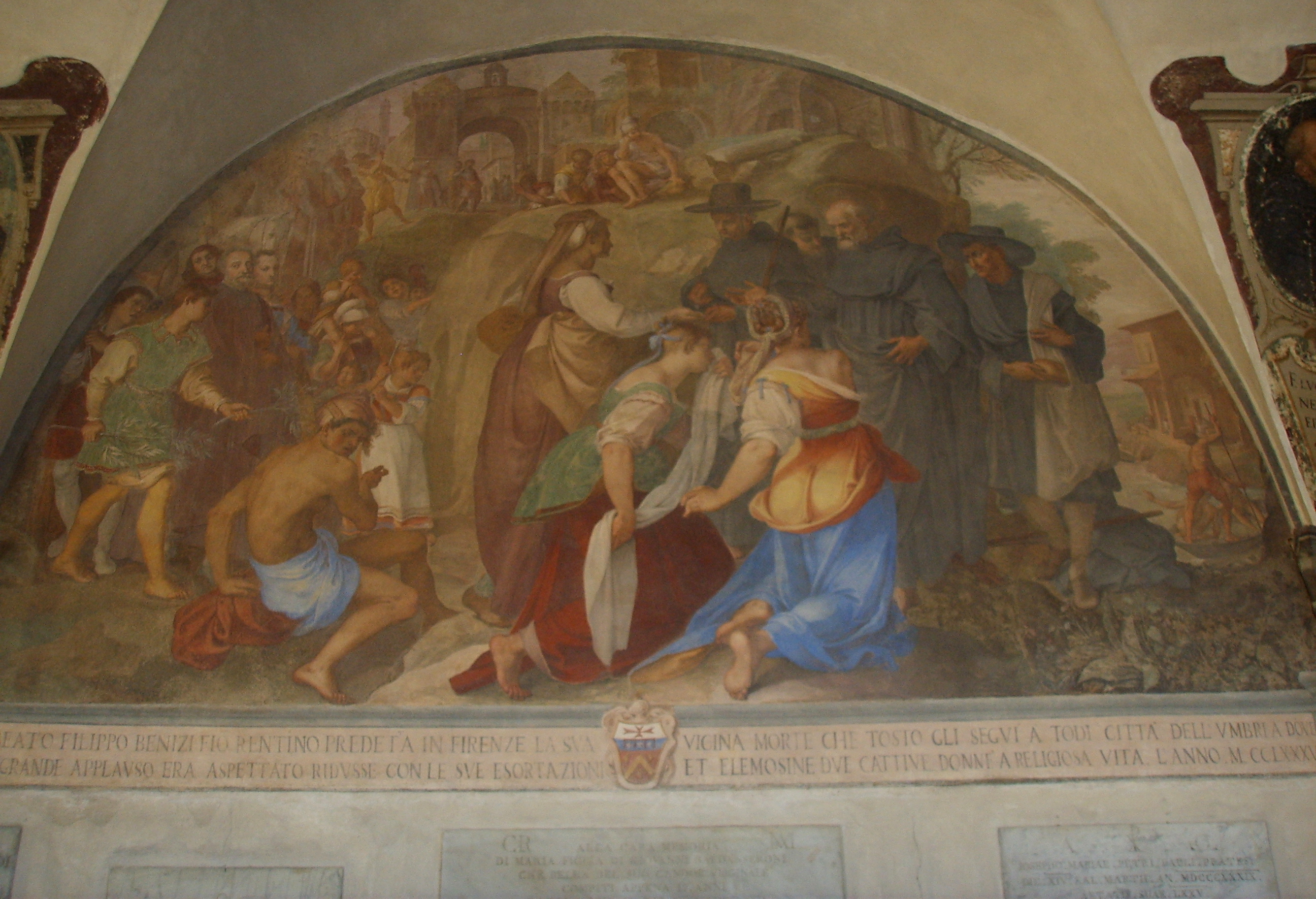
Bernardino Poccetti, San Filippo Benizi converte due peccatrici, chiostro grande della Santissima Annunziata

Il culto di San Filippo Benizi iniziò presso il suo ordine subito dopo la sua morte: il culto del beato venne approvato da papa Leone X nel 1516; papa Clemente X procedette alla sua canonizzazione il 12 aprile 1671. Fu il primo servita ad essere innalzato all'onore degli altari.
Il suo elogio si legge nel Martirologio romano al 22 agosto. La sua celebrazione è iscritta con il grado di festa nel calendario proprio dei Servi di Maria al 23 agosto e nella stessa data cade la sua festa di III classe secondo il Messale del 1962: in questo giorno, principalmente nella basilica della Santissima Annunziata di Firenze e nella chiesa di San Filippo di Todi, come in tutte le comunità dell'Ordine dei Servi di Maria, si svolge la tradizionale benedizione dell'acqua e del pane che viene distribuito ai fedeli.

## Iconografia
Nell'iconografia, il santo viene rappresentato con l'abito servita e la tiara ai suoi piedi (simbolo della rinuncia al papato); altri attributi sono il giglio e il crocifisso; Andrea del Sarto e Cosimo Rosselli rappresentarono gli episodi della vita di Benizi in un ciclo di affreschi in uno dei chiostri della Basilica della Santissima Annunziata di Firenze (chiostrino dei Voti).
Un affresco settecentesco di Gennaro Landi, Gloria di San Filippo Benizi, recentemente restaurato, adorna la parte centrale del soffitto dell'Oratorio della Confraternita di San Girolamo e San Francesco Poverino di Firenze. La figura del santo è giovanile.
Una delle quattro statue sulla facciata di Sant'Andrea della Valle a Roma rappresenta il santo.